# Glenavy
Glenavy ( in gaelico Lann Abhaigh) è una parrocchia civile nordirlandese, sita nel distretto di Lisburn, contea di Antrim. Secondo il censimento del 2001 contava 1 069 abitanti. Si trova a 17 km a nord di Lisburn.
Negli antichi documenti è citata come Lenavy.